# کورت مندل
کورت مندل (آلمانی: Kurt Mendel؛ ‏ ۲۷ ژانویهٔ ۱۸۷۴ – ۱۹۴۶) پزشک، روان‌پزشک و متخصص اعصاب یهودی‌تبار اهل آلمان بود. وی دکترای پزشکی خود را در سال ۱۸۹۷ در کیل دریافت کرد. او از منتقدان زیگموند فروید بود. او می‌گفت که آموزه‌های روانکاوانه فروید دیدگاه ارزشمندی را ارائه می‌دهد، با این حال معتقد بود که این نظریه حاوی اغراق بیش از حد و فانتزی هستند. او همچنین از برخی جنبه‌های دیدگاه فروید در مورد جنسیت منزجر بود. مندل مخالف صریح هرمان اوپنهایم (۱۸۵۸–۱۹۱۹) بود، به‌ویژه در مورد نظریه اوپنهایم در مورد تغییرات روانی ناشی از اختلالات ارگانیک در مغز به دلیل ضربه روانی.